# Gösta Lilliehöök
Gösta Lilliehöök (Estocolmo, 25 de maio de 1884 – 18 de novembro de 1974) foi um pentatleta sueco, campeão olímpico. 

## Carreira
Gösta Lilliehöök representou seu país nos Jogos Olímpicos de 1912, na qual conquistou a medalha de ouro, no individual.